# Betty Margue
Betty Margue (ur. 9 grudnia 1949) – luksemburska lekkoatletka.
Mistrzyni Luksemburga w biegu na 100 m ppł z 1967, skoku w dal z 1971, pchnięciu kulą w latach 1964-1970, 1972, 1974, 1975 i 1982, rzucie dyskiem z lat 1964-1969, 1972-1974, 1982, 1985 i 1987-1989, rzucie oszczepem z lat 1964-1969 oraz siedmioboju z 1967 i 1968.
Rekordy życiowe:
- pchnięcie kulą – 12,49 m (Luksemburg, 2 lipca 1968)
- rzut dyskiem – 41,93 m (Akwizgran, 13 czerwca 1968)